# Isaac Abohab
 Isaac Abohab  (Guadalaxara, 1432 — Portugal, 1492) foi um rabino, jurisconsulto, filósofo e teólogo espanhol. Nascido no Reino de Castela, no último ano da sua vida viveu em Portugal.